# Nvidia Optimus

Logo

Nvidia Optimus ist eine Technologie von Nvidia, mit deren Hilfe bei Notebooks Energie gespart werden soll, um die Akkulaufzeit zu erhöhen. Dazu wird nur bei Bedarf automatisch die leistungsstärkere Grafikkarte zu der internen dazugeschaltet. Die Technologie ist hauptsächlich für Notebooks oder andere mobile Endgeräte gedacht.
Optimus ist der Nachfolger der sogenannten „Hybrid-Power“-Technik, bei welcher der Benutzer die dedizierte Grafikkarte noch manuell hinzuschalten und etwa 15 Sekunden Bildschirmflackern in Kauf nehmen musste. Voraussetzung für die Nutzung von Optimus ist ein Betriebssystem, das mit mehreren Grafikkartentreibern umgehen kann, wie zum Beispiel Windows 7. Dabei erkennt der Treiber automatisch, ob die vom Nutzer gestartete Anwendung einen schnellen Grafikchip benötigt und startet gegebenenfalls diesen hinzu. Der Treiber wertet DirectX-, DXVA- und CUDA-Funktionsaufrufe aus und gleicht diese mit vordefinierten Profilen ab, ähnlich den SLI-Profilen bei Multi-GPU-Systemen. Diese Profile werden von Nvidia regelmäßig über ein Onlineupdate aktualisiert.
Ist die dedizierte Grafikkarte aktiv, schreibt sie die Bildinformationen in den Speicher der internen Grafikkarte, welche nur für die Ausgabe des Bildes zuständig ist. So kann zwischen den beiden Grafikkarten ohne Flackern umgeschaltet werden. Der PCI-Express Bus stellt dafür mehr als ausreichend Bandbreite zur Verfügung. Für diesen Kopiervorgang ist ein eigener Chip auf der potenteren Grafikkarte zuständig, weshalb es zu keinen Leistungseinbußen kommen soll.

## Nvidia Optimus unter Linux basierenden Betriebssystemen
Ab Kernel Version 3.12 gibt es einen Linux-Treiber, der die Optimus-Technologie unterstützt. Nvidia hat 2013 die Arbeit an einem proprietären Linux-Treiber mit Optimus-Unterstützung begonnen, bisher ist die Funktion nicht nutzbar, eine erste Beta-Version ist verfügbar. Es gibt jedoch das Freie-Software-Projekt Bumblebee, welches es ermöglicht, die dedizierte Grafikkarte unter Linux für bestimmte Applikationen (z. B. Spiele) zu nutzen. Das Bumblebee Projekt wird seit 2013 nicht mehr weiterentwickelt, alternativ bietet openSUSE mit der Software SUSEPrime die Möglichkeit über einen Befehl in der Kommandozeile den Grafikprozessor zu wechseln, andere Linux-Distributionen haben eigene Versionen der Software.